# Аладжа Имарет джамия
Аладжа имарет или Исхак паша джамия (на гръцки: Αλατζά Ιμαρέτ, Аладза имарет, Ισάκ Πασά Τζαμί, на турски: Alaca İmaret, İshak Paşa Camii) е бивш мюсюлмански храм в Солун, Гърция. Намира се на улица „Касандър“, североизточно от църквата „Свети Димитър“.
На входа има надпис, който посочва, че Аладжа имарет е основан през февруари 1484 година от Исхак паша, който е велик везир при Мехмед II и управител на Солун при Баязид II. Сградата служи като имарет, медресе и джамия и настоящата му форма се получава постепенно. Името Аладжа имарет, в превод Шарен имарет, идва от цветните камъни с ромбоидна форма, украсявали минарето на джамията - рядък елемент в османската архитектура. От минарето обаче е запазена само основата. Зидарията е сложна от правоъгълни варовикови камъни, обградени с тухли. На имарета ктиторът дарява пари и половината от данъците на Галатища.
Аладжа имарет е изложбена площ.